# پایان دوران (فیلم)
پایان دوران (به انگلیسی: End of Days) یک فیلم اکشن و ترسناک آمریکایی محصول ۱۹۹۹ به کارگردانی پیتر هایمز و نویسندگی اندرو دبلیو مارلو با بازی آرنولد شوارتزنگر، گابریل بیرن، رابین تونی، کوین پولاک، راد استایگر، سی سی سی پوندر، دریک اوکانر، میریام مارگولیز، و اودو کیر است. این فیلم دربارهٔ کارآگاه سابق پلیس نیویورک الکلی جریکو کین (شوارتزنگر) است که پس از نجات یک بانکدار (برن) از دست یک قاتل، خود را درگیر یک درگیری مذهبی می‌بیند و باید از یک زن جوان بی گناه (تونی) که توسط او انتخاب شده است محافظت کند.
این فیلم توسط یونیورسال پیکچرز در ۲۴ نوامبر ۱۹۹۹ منتشر شد و تا حد زیادی نقدهای منفی دریافت کرد. فروش جهانی آن به ۲۱۲ میلیون دلار رسید.

## داستان
شیطان می‌خواهد با آبستن کردن دختری به نام «کریستین» (تانی) به هنگام شروع هزارهٔ سوم، «پایان روزها» را که در مکاشفات یوحنا پیش‌بینی شده، تحقق بخشد. اما «جریکو کین» (شوارتزنگر)، محافظ یک بانکدار وال استریت (برن)، به مقابله برمی‌خیزد…

## بازیگران
- آرنولد شوارزنگر در نقش جریکو کین
- گابریل بیرن در نقش شیطان
- رابین تونی در نقش کریستین یورک
- کوین پولاک در نقش بابی شیکاگو
- دریک او کانر در نقش توماس آکوییناس
- سی.سی.اچ. پاوندر

## تولید
به کارگردانان سم ریمی و گیرمو دل تورو پیشنهاد پایان روز داده شد، اما به دلیل پروژه‌های دیگر آن را رد کردند. مارکوس نیسپل قرار بود این فیلم را کارگردانی کند، اما به دلیل مشکلات بودجه و فیلمنامه آن را ترک کرد و پیتر هیامز جایگزین او شد. نقش جریکو کین برای تام کروز نوشته شد، اما او تصمیم گرفت روی مگنولیا کار کند و آرنولد شوارتزنگر سپس در مارس ۱۹۹۸ انتخاب شد. لیو تایلر اولین انتخاب برای نقش کریستین یورک بود، اما به دلیل مسائل قراردادی از این کار خودداری کرد. سپس قرار بود کیت وینسلت نقش این شخصیت را بازی کند، اما او از این کار کنار رفت و رابین تونی جایگزین او شد.

## گیشه
این فیلم از افتتاحیه پنج روزه خود در چهارشنبه ۳۱ میلیون دلار در ایالات متحده و کانادا به دست آورد. این فیلم در ایالات متحده و کانادا ۶۶٫۸۸۹٫۰۴۳ دلار و در جاهای دیگر ۱۴۵٫۱ میلیون دلار فروخت که مجموعاً ۲۱۲ میلیون دلار در سرتاسر جهان، در مقابل بودجه ای که ۱۰۰ میلیون دلار تخمین زده می‌شود. اگرچه به دلیل درآمد بین‌المللی بالا و فروش دی‌وی‌دی سودآور بود، اما تعداد نهایی آن کمتر از انتظارات استودیو یونیورسال بود. شوارتزنگر برای بازی در این فیلم ۲۵ میلیون دلار دستمزد دریافت کرد.